# Sosyal Climbers
Sosyal Climbers è un film del 2025 diretto da Jason Paul Laxamana.

## Trama
Sommersi dai debiti dopo che sono stati truffati due fidanzati si fingono membri dell'alta borghesia per rubare soldi ai più ricchi.

## Distribuzione
Il film è stato distribuito in streaming sulla piattaforma Netflix il 27 febbraio 2025.